# Neive
Neive är en ort och kommun i provinsen Cuneo i regionen Piemonte i Italien. Kommunen hade 3 456 invånare (2018).